# Анастасий II (папа)
Вижте пояснителната страница за други личности с името Анастасий II.
Анастасий II (на латински: Anastasius PP. II) е римски папа в периода от 24 ноември 496 г. до 19 ноември 498 г.
Според Liber Pontificalis той е римлянин и е син на някой си Петър. 
Съгласно средновековна легенда, намерила отражения в „Божествена комедия“ на Данте Алигиери, Анастасий бил заточен в Ада:
- „Тук папа Анастасий е заточен / след Фотин правия път забравил“ [2].

Анастасий е погребан в базиликата „Св. Петър“. 